# El oso, el tigre y los demás
El oso, el tigre y los demás (en alemán Janoschs Traumstunde – Der Bär, der Tiger und die anderen, La hora de los sueños de Janosch - El oso, el tigre y los demás), fue una serie infantil animada basada en los cuentos del alemán Janosch, un célebre ilustrador y escritor de libros infantiles.
Aproximadamente la mitad de los 26 capítulos consistían en dos cuentos independientes que se enlazaban para contar un cuento más largo. Los episodios restantes consistían en tres o cuatro historias cortas. En total, 47 historias fueron animadas. La serie tenía una animación simple y contaba historias para un público de 3 a 6 años de edad, pero el uso sutil del humor y las lecciones de vida que mostraban apelaron desde el comienzo a una audiencia más generalizada. 
Todos los episodios incluían uno de los personajes centrales de los libros de Janosch. Con mucha frecuencia los protagonistas eran Tigre y Oso. Todas las historias eran narradas por el “grande y gordo oso del bosque” (inicialmente bastante tonto). 
La serie se emitió en Alemania entre octubre de 1986 y enero de 1987, por el canal del consorcio ARD. Una segunda temporada fue emitida entre enero y abril de 1990. La serie fue doblada a varios idiomas, incluido el español y transmitida en muchos países en América Latina.

## Enlaces
- El oso, el tigre y los demás en Filmportal.de
- zeichentrickserien.de en la web de Episodenführer
- Janoschs Traumstunde en Internet Movie Database (en inglés).

- Datos: Q324789